# Карпатське простопініє

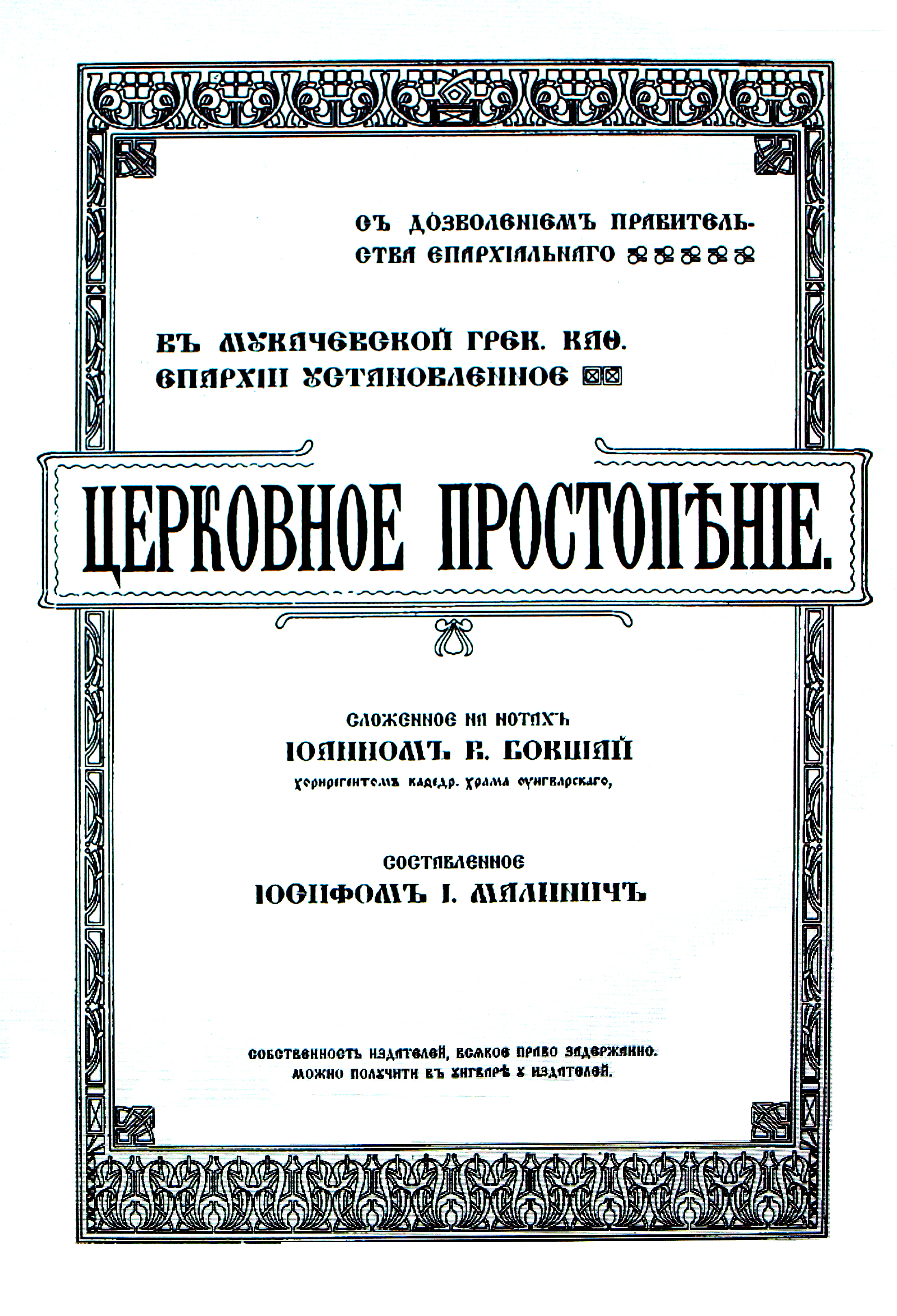
Збірник нот і текстів карпатського простопінія від Івана Бокшая і Йосифа Малинича, 1906

Карпатське простопініє — унікальна форма вокальної літургійної музики на теренах Закарпаття.

## Опис
На відміну від богослужбової музики, написаної для церковного хору, карпатське простопініє співають в унісон всі парафіни під проводом співоучителя, дяка або кантора. Мелодика і спосіб подання простопінія, історично властивого закарпатській традиції (як греко-католикам, так і православним), від решти східнослов'янських способів церковного співу. Унісонно спів посилює єдність громади, разом з тим додаючи кожному почуття особливого натхнення. 

## Історія
Коріння карпатського простопінія належать візантійській літургійній музиці, заснованій на системі восьми голосів. Католицька церква латинського обряду станом на XIII століття мала свій усталений і занотований літургійний спів (григоріанський), а у Візантійській церкві існували різноманітні види співу: давньоруський (знаменний), почаївський, галицький, сербський, болгарський і карпатський. Карпатське простопініє має спільні характеристики, типові для слов'янсько-византійської традиції, але вирізняється тим, що гласи та ноти в незмінних частинах служби Божої сформувались під впливом місцевих русинських народних мелодій, і під час служби часто застосовувались гармонічні засоби, властиво народній музиці.
Церковний спів почали вивчати в Мукачівській богословській школі в 1774 році та в Ужгородській греко-католицькій учительській семінарії, заснованій 1794 року єпископом Андрієм Бачинським. Вже в той час кантор Іван Югасевич-Склярський склав сім рукописних книг церковної музики. Від другої половини XIX століття починають виходити друковані книги про церковний спів, однією з яких була «Хліб душі» Олександра Духновича, перевидавана 11 разів. В конці того ж століття єпископ Юлій Фірцак поклав початок уніфікації простопінія в Мукачівській греко-католицькій єпархії. Цю задачу частково виконав Іван Сильвай, який уклав «Пісенник» (1902), який також перевидавався декілька раз. Нарешті, 1906 року, композитор, диригент і професор Ужгородської греко-католицької учительської семінарії, Іван Бокшай уклав всеосяжний збірник текстів і нот на основі співу кантора Ужгородського кафедрального собору Йосифа Малинича, під назвою «Церковне простопініє».
Збірник Бокшая-Малинича перевидавався багато разів і був прийнятий за основу простопінія в Мукачівській греко-католицькій єпархії, Пряшівській греко-католицькій архієпархії, Гайдудорогській греко-католицькій єпархії, Крижевській греко-католицькій єпархії, в емігрантських єпархіях в США та Канаді, а також в розташованих в Закарпатті єпархіях Української православної церкви..